# Ludwig Holborn
Ludwig Friedrich Christian Holborn (* 29. September 1860 in Weende (Göttingen); † 19. September 1926 in Berlin-Charlottenburg) war ein deutscher Physiker.
Der Sohn von Louis († 1882) und Louise Holborn, geborene Oelsen († 1912), studierte ab 1879 an der Universität Göttingen und legte 1884 das Staatsexamen für das Lehramt in Mathematik, Physik, Zoologie und Mineralogie ab. Anschließend war er Assistent von Ernst Christian Julius Schering an der Sternwarte und am Gaußschen Erdmagnetischen Observatorium. Seinen dortigen Messungen verwendete er für seine Dissertation unter dem Titel Ueber die Abweichung vom Tagesmittel, welche die Deklination und die Horizontal-Intensität zu verschiedenen Tageszeiten aufweisen, und über die jährliche Periode derselben. Diese wurden später von der Königl. Gesellschaft der Wissenschaften und der Georg-Augusts-Universität zu Göttingen veröffentlicht. mit der er 1887 in Göttingen zum Dr. phil. promoviert wurde.
Ab 1890 war Holborn zusammen mit Wilhelm Wien Mitarbeiter der Physikalisch-Technischen Reichsanstalt (PTR) in Charlottenburg, wo er dem Laboratorium von Hermann von Helmholtz und später Friedrich Kohlrausch zugeteilt war. 1914 wurde er Direktor der Abteilung für Wärme und Druck und holte den Ingenieur Max Jakob an die PTR, der nach dem Ersten Weltkrieg seinen Posten übernahm.
Seine experimentellen Untersuchungen betrafen Temperaturmessung und Kompressibilitätsmessungen. Die Ausführungsbestimmungen zum Gesetz über die Temperaturskala und die Wärmeeinheit vom August 1924 war ein bedeutender Teil seiner Lebensarbeit. 1901 konstruierte er mit Ferdinand Kurlbaum das Glühfaden-Pyrometer.
Mit seiner Gattin Helene, geborene Bußmann (1867–1937), hatte Holborn drei Kinder: Friedrich Holborn (1892–1954), Louise Holborn (1898–1975; Politologin, Professorin am Connecticut College for Women in New London) und Hajo Holborn (1902–1969; Historiker, Professor an der Yale University).